# Мугу, Айдамир Хизирович
Айдами́р Хизи́рович Мугу́ (Мугуев; род. 16 апреля 1990, Майкоп, Адыгейская автономная область, Краснодарский край, СССР) — российский певец. Заслуженный артист Республики Адыгея. Исполняет песни на русском и черкесском (западный диалект) языках.

## Биография

### Ранние годы
Айдамир Мугу родился 16 апреля 1990 года в городе Майкопе (ныне — Республика Адыгея). По национальности является черкесом (адыгом).

### Творческий путь
Получил известность в 2004 году в возрасте 14 лет с песней «Чёрные глаза», которая сразу же стала хитом в России и за её пределами. В 2005 году выпустил свой первый альбом «Чёрные глаза» на музыку Аслана Тлебзу, после чего выступал с сольными концертами в поддержку альбома по Кавказу и городам России.
После окончания школы поступил в ГИТИС на актёрский факультет, мастерская Алексея Игоревича Шейнина. Во время учёбы участвовал в различных телешоу, таких как «Званый ужин», «Comedy Club», «Интуиция», «Пусть говорят», «Уральские пельмени» и так далее.
После окончания ГИТИСа занимался продвижением сольной карьеры и записью нового альбома. Первый клип был снят на песню «Чёрные глаза 2», которая спета дуэтом с Домиником Джокером. После записи трёх новых песен «Капризная», «Княжна», «Любимая моя» в их поддержку были сняты клипы. В 2011 году выходит альбом «Чёрные глаза-2», продюсер — Олег Челышев. В 2012 году Айдамир Мугу выпустил новый альбом «Любимая моя».

## Дискография
- Чёрные глаза (2005)
- Чёрные глаза-2 (2011)
- Любимая моя (2012)